# Paul Lindt

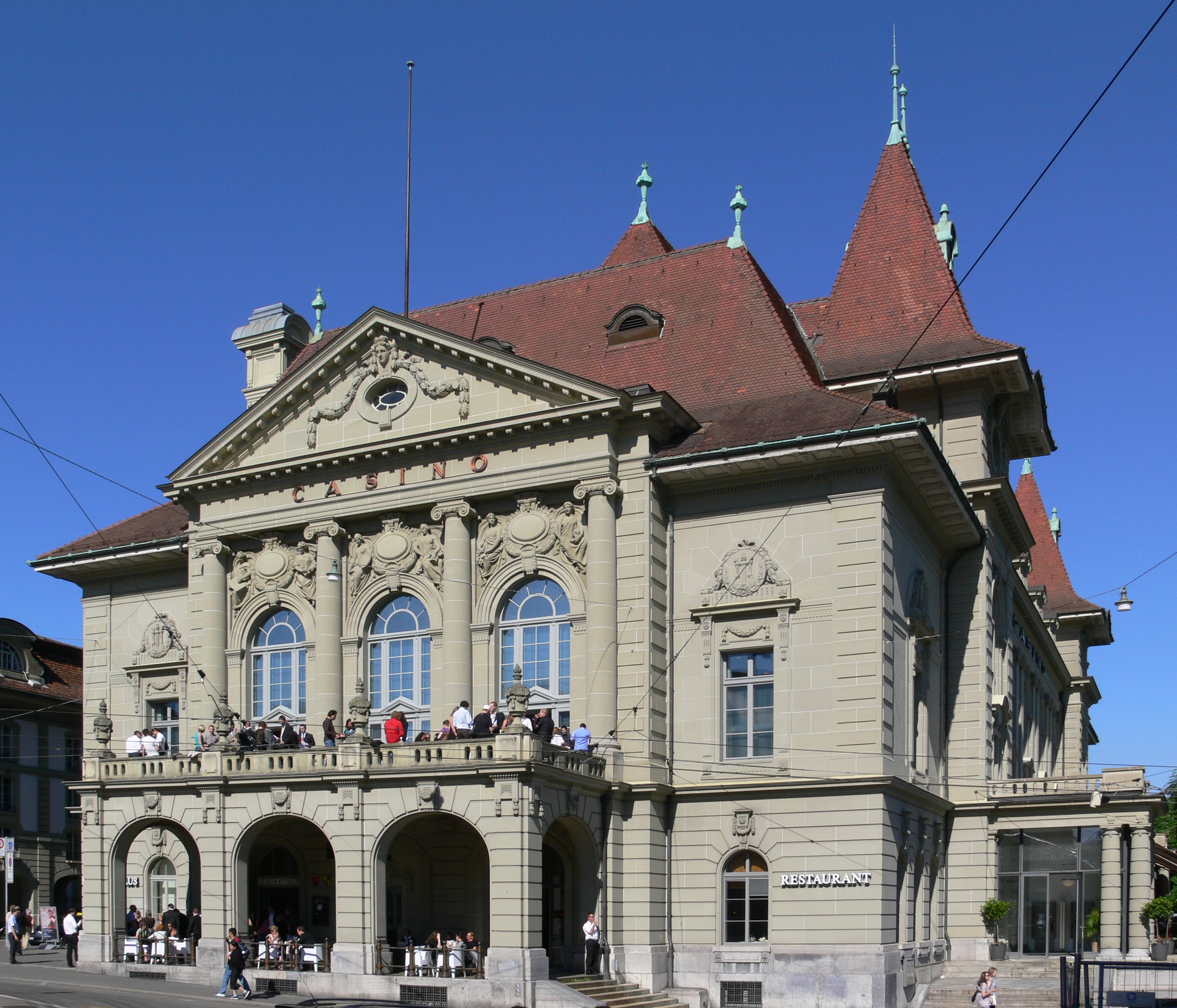
Casino Bern, 1906–1908 von Lindt und Hofmann

Paul Lindt (* 9. September 1859 in Bern, Schweiz; † 15. Juni 1913 in Windschläg, Deutschland) war ein Schweizer Architekt.

## Leben
Lindt studierte nach dem Besuch der Kantonsschule in Bern von 1878 bis 1882 Architektur an der Technischen Hochschule Stuttgart und setzte seine Studien anschliessend in Paris fort. 1885 und 1886 war er beim Kantonsbauamt Bern angestellt, bevor er bei Friedrich Schneider tätig war. Währenddessen bearbeitete er bereits erste eigene Aufträge, beispielsweise das Bauerngut Innere Enge (1891–1892). 1893 konnte er mit dem zwei Jahre älteren Freund Ernst Hünerwadel ein gemeinsames Büro gründen (Lindt und Hünerwadel), das die beiden bis zu Hünerwadels kurzzeitigem Wegzug 1899 führten. Gemeinsam schufen sie die repräsentative Wohnhausgruppe Falkenburg (ab 1894), das Verwaltungsgebäude der Schweizerischen Immobiliar-Versicherungsgesellschaft (1896–1899) und das Kurhaus auf der Grimmialp im Diemtigtal (1899, mit Albert Gerster). Möglicherweise bereits parallel dazu besass er auch das Büro Lindt und Hofmann, Max Hofmann wurde ab der Jahrhundertwende sein alleiniger Partner und führte das Büro nach Lindts Tod weiter. In dieser Partnerschaft entstand Lindts bekanntester Bau, das Casino in Bern (1906–1908), ausserdem das Grand Hotel Gurnigelbad (1902–1905, mit Albert Gerster), das Geschäfts- und Zunfthaus zu Mittellöwen (1905) und das Hotel Bellevue Palace (1913). Das Gemeindespital Tiefenau (1912–1914) wurde postum vollendet.
Lindt war in der konservativen Fraktion in mehreren Wahlperioden als Stadtrat in seiner Heimatstadt politisch tätig. Er starb 53-jährig in der Nähe des badischen Offenburg an den Folgen eines Autounfalls.